# ISS-Expeditie 34
ISS-Expeditie 34 was de vierendertigste missie naar het Internationaal ruimtestation ISS. De missie begon op 18 november 2012 met het vertrekken van het Sojoez TMA-05M-ruimtevaartuig vanaf het ISS met drie bemanningsleden van ISS-Expeditie 33 aan boord. 

## Bemanning
| Bevelhebber       | Kevin A. Ford, NASA 2e ruimtevlucht   | Kevin A. Ford, NASA 2e ruimtevlucht    |                                        |                                        |
| Flight Engineer 1 | Oleg Novitski, RSA 1e ruimtevlucht    | Oleg Novitski, RSA 1e ruimtevlucht     |                                        |                                        |
| Flight Engineer 2 | Jevgeni Tarelkin, RSA 1e ruimtevlucht | Jevgeni Tarelkin, RSA 1e ruimtevlucht  |                                        |                                        |
| Flight Engineer 3 |                                       | Thomas Marshburn, NASA 2e ruimtevlucht | Thomas Marshburn, NASA 2e ruimtevlucht | Thomas Marshburn, NASA 2e ruimtevlucht |
| Flight Engineer 4 |                                       | Chris Hadfield, CSA 3e ruimtevlucht    | Chris Hadfield, CSA 3e ruimtevlucht    | Chris Hadfield, CSA 3e ruimtevlucht    |
| Flight Engineer 5 |                                       | Roman Romanenko, RSA 2e ruimtevlucht   | Roman Romanenko, RSA 2e ruimtevlucht   | Roman Romanenko, RSA 2e ruimtevlucht   |